# Mount Ellinor
Mount Ellinor ist ein 1814 m hoher Berg in der Kette der Olympic Mountains im Mason County im US-Bundesstaat Washington.

## Beschreibung
Der Berg liegt im Naturschutzgebiet Mount Skokomish Wilderness und bietet verschiedene Durchquerungsmöglichkeiten. 
Benannt wurde Mount Ellinor im Jahr 1853 durch den Geodät George Davidson, der den Namen seiner späteren Ehefrau nahm. Auch benannte er die Berge The Brothers und Mount Constance.